# (405) Thia
(405) Thia ist ein Asteroid des mittleren Hauptgürtels, der am 23. Juli 1895 vom französischen Astronomen Auguste Charlois am Observatoire de Nice bei einer Helligkeit von 11 mag entdeckt wurde.
Der Asteroid ist benannt nach Theia, einer Titanin, der Tochter von Uranos und Gaia. Ihr Attribut war Licht. Sie heiratete ihren Bruder Hyperion und war die Mutter von Helios (dem Sonnengott), Selene (der Mondgöttin) und Eos (der Morgenröte). Einer anderen Quelle zufolge war Thia (oder Thea, Theia) eine Tochter von Cheiron, dem Kentauren. Sie wurde von Aiolos geschändet und fürchtete, ihr Vater könnte wissen, dass sie schwanger war. Sie wurde dann von den Göttern in eine Stute namens Euippe verwandelt und gebar ein Fohlen namens Melanippe. Euippe wurde zu einem Sternbild namens Pferd (später umbenannt in Pegasus), das Fohlen wurde in ein Mädchen verwandelt. Julius Bauschinger, der Direktor des Astronomischen Rechen-Instituts in Berlin, veröffentlichte 1901 die Namen von 34 von Charlois entdeckten Asteroiden zwischen den Nummern (356) und (451). Im Text heißt es lediglich: „Nach Zustimmung des Herrn Charlois haben folgende von ihm entdeckten… Planeten nachstehende Namen erhalten.“ Es liegt daher nahe, dass die Namen vom Astronomischen Rechen-Institut ausgewählt wurden.

## Wissenschaftliche Auswertung
Aus Ergebnissen der IRAS Minor Planet Survey (IMPS) wurden 1992 erstmals Angaben zu Durchmesser und Albedo für zahlreiche Asteroiden abgeleitet, darunter auch (405) Thia, für die damals Werte von 124,9 km bzw. 0,05 erhalten wurden. Radarastronomische Untersuchungen am Arecibo-Observatorium vom 3. bis 9. Februar 2002 bei 2,38 GHz ergaben einen effektiven Durchmesser von 125 ± 16 km. Eine Auswertung von Beobachtungen durch das Projekt NEOWISE im nahen Infrarot führte 2011 zu vorläufigen Werten für den Durchmesser und die Albedo im sichtbaren Bereich von 125,5 km bzw. 0,05. Nach neuen Messungen mit NEOWISE wurden die Werte 2014 auf 108,9 km bzw. 0,06 korrigiert. Nach der Reaktivierung von NEOWISE im Jahr 2013 und Registrierung neuer Daten wurden die Werte 2015 zunächst mit 101,5 km bzw. 0,05 angegeben und dann 2016 korrigiert zu 104,4 km bzw. 0,06, diese Angaben beinhalten aber alle hohe Unsicherheiten.
Eine spektroskopische Untersuchung von 820 Asteroiden zwischen November 1996 und September 2001 am La-Silla-Observatorium in Chile ergab für (405) Thia eine taxonomische Klassifizierung als Caa- bzw. Ch-Typ.
Photometrische Messungen des Asteroiden fanden erstmals statt vom 30. Juli bis 1. August 1978 am Table Mountain Observatory in Kalifornien. Aus der aufgezeichneten Lichtkurve wurde eine Rotationsperiode von 10,08 h abgeleitet. Weitere Beobachtungen erfolgten am 14. und 16. November 2000 am Astronomischen Observatorium Yunnan in China. Die registrierte Lichtkurve wurde zu einer Rotationsperiode von 9,96 h ausgewertet.
Aus archivierten Daten des Asteroid Terrestrial-impact Last Alert System (ATLAS) aus dem Zeitraum 2015 bis 2018 wurde in einer Untersuchung von 2020 mit der Methode der konvexen Inversion erstmals ein dreidimensionales Gestaltmodell des Asteroiden für zwei alternative Rotationsachsen mit prograder Rotation und einer Periode von 9,96502 h berechnet. Mit dem Weltraumteleskop Transiting Exoplanet Survey Satellite (TESS) konnten während dessen Durchmusterung des Südhimmels 2018 bis 2019 auch Objekte des Sonnensystems beobachtet werden. Dabei wurden auch die Lichtkurven von fast 10.000 Asteroiden aufgezeichnet. Für (405) Thia wurde aus Messungen etwa vom 12. bis 14. April 2019 eine Rotationsperiode von 9,96388 h erhalten.
Zwischen 2012 und 2018 wurden mit der All-Sky Automated Survey for Supernovae (ASAS-SN) auch photometrische Daten von 20.000 Asteroiden aufgezeichnet. Auf mehr als 5000 davon konnte erfolgreich die Methode der konvexen Inversion angewendet werden, darunter auch (405) Thia, für die in einer Untersuchung von 2021 ein verbessertes dreidimensionales Gestaltmodell für eine Rotationsachse mit prograder Rotation und einer Periode von 9,9649 h berechnet wurde. Aus den Daten ATLAS konnte in einer Untersuchung von 2022 mit der Methode der konvexen Inversion noch einmal eine Rotationsperiode von 9,9649 h bestimmt werden.
Abschätzungen von Masse und Dichte für (405) Thia aufgrund von gravitativen Beeinflussungen auf Testkörper ergaben in einer Untersuchung von 2012 eine Masse von etwa 1,38·1018 kg, was mit einem angenommenen Durchmesser von etwa 122 km zu einer Dichte von 1,44 g/cm³ führte bei einer Porosität von 35 %. Diese Werte besitzen eine Unsicherheit im Bereich von ±21 %.